# 东风镇 (贵阳市)
东风镇，是中华人民共和国贵州省貴陽市乌当区下辖的一个乡镇级行政单位。

## 行政区划
东风镇下辖以下地区：
乌当社区、洛湾社区、陶瓷厂社区、化建公司社区、种猪场社区、乌当村、麦穰村、头堡村、后所村、龙井村、洛湾村、大堡村、新村、云锦村、高穴村和茅草村。